# Xã Richmond, Quận Berks, Pennsylvania
Xã Richmond (tiếng Anh: Richmond Township) là một xã thuộc quận Berks, tiểu bang Pennsylvania, Hoa Kỳ. Năm 2010, dân số của xã này là 3.397 người.